# Sturmflut II
Sturmflut II (Untertitel: Großer Strom Elbe, Blanker Hans – Land unter) ist ein deutscher Kinofilm aus dem Jahr 2008. Die Mischung aus Dokumentarfilm und Drama ist der Nachfolger des Films Sturmflut aus dem Jahr 1993.

## Inhalt
Das Liebespaar Jan und Meike will auf der Hallig Langeneß heiraten. Der Pilot Jan holt Meike mit seinem Flugzeug in Meißen ab und beide überfliegen Städte entlang der Elbe. Beim nordfriesischen Wattenmeer angekommen zieht das Sturmtief „Heidi“ auf und die Hochzeit muss verschoben werden. Mit Abzug des Tiefs kann die Hochzeit zum Ende des Films aber stattfinden. Begleitet wird die Rahmenhandlung mit dokumentarischen Kommentaren zu den Sehenswürdigkeiten entlang des Reiseweges.

## Rezeption
Der Film, insbesondere die dramatische Rahmenhandlung, wurde tendenziell negativ bewertet und mit Reportagen des Norddeutschen Rundfunks aus den 1980er Jahren verglichen. Positiv aufgenommen wurden die Luftaufnahmen, die mit Unterstützung eines britischen Filmteams, das auch Luftaufnahmen für Harry Potter und der Orden des Phönix drehte, gefilmt wurden.